# Pico Dientes de Navarino
Pico Dientes de Navarino är ett berg i Chile.   Det ligger i provinsen Provincia Antártica Chilena och regionen Región de Magallanes y de la Antártica Chilena, i den södra delen av landet, 2 400 km söder om huvudstaden Santiago de Chile. Toppen på Pico Dientes de Navarino är 1 195 meter över havet. Pico Dientes de Navarino ligger på ön Isla Navarino. Det ingår i Montes Codrington.
Terrängen runt Pico Dientes de Navarino är huvudsakligen kuperad. Pico Dientes de Navarino är den högsta punkten i trakten. Trakten runt Pico Dientes de Navarino är nära nog obefolkad, med mindre än två invånare per kvadratkilometer.. Närmaste större samhälle är Puerto Williams, 9,2 km norr om Pico Dientes de Navarino. 
Trakten runt Pico Dientes de Navarino består i huvudsak av gräsmarker.